# فوت فولي

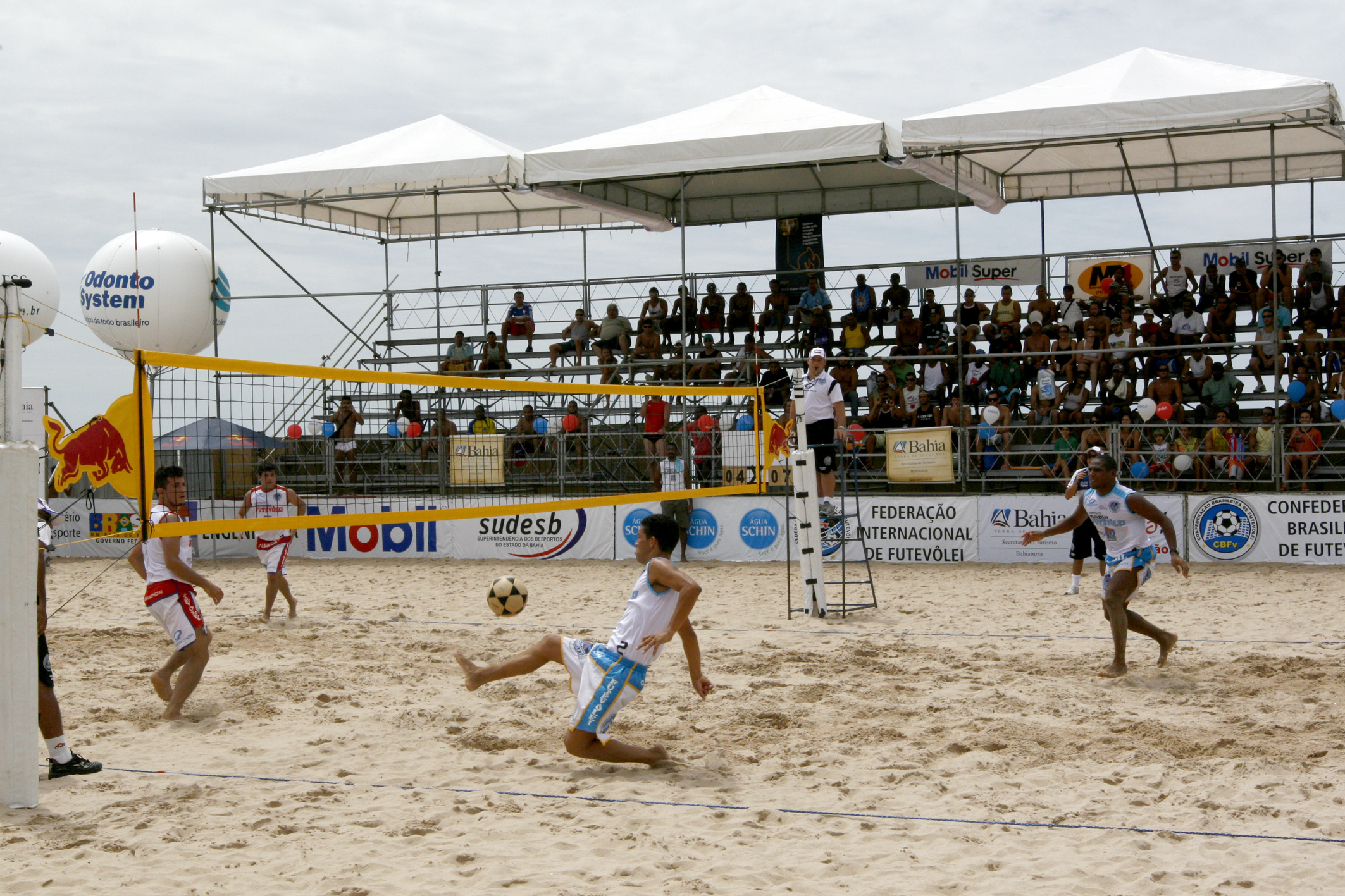
مباراة فوت فولي.

فوت فولي هي رياضة تجمع بين جوانب الكرة الطائرة الشاطئية وكرة القدم، تلعب بنظام الكرة الطائرة الشاطئية ومشابهة لها، لكن اللعب فيها دون استخدام اليدين، ويمكن للاعب ضرب الكرة بالرأس أو الصدر أو القدم وعدم السماح للكرة بلمس الأرض.